# Kovalent binding
Begrebet kovalent binding benyttes synonymt med elektronparbinding eller molekylforbindelse inden for kemien om en kemisk binding mellem to atomer (ikkemetaller eller halvmetaller) med en forskel i elektronegativitet på under 2 målt efter Pauling-skalaen. Kovalente bindinger tegnes tit med enten elektronprikformler eller stregformler.
Der er en tendens til at bruge betegnelsen elektronparbinding, da dette udtryk umiddelbart bedre beskriver bindingen, se illustrationen. Selve sammenbindingen af to atomer i en kovalent binding skyldes, at atomerne danner et fælles elektronpar, der skaber et negativt elektrisk ladet område, en fælles elektronsky, der holder sammen på de to atomers positivt ladede atomkerner.
Groft sagt danner metaller og ikkemetaller ikke kovalente bindinger men ionbindinger. Dog kan ionforbindelser have en vis kovalent karakter, da forskellen i elektronegativitet mellem to sådanne atomer kan være mindre end 2. I realiteten er overgangen mellem kovalent binding og ionbinding således glidende. 

## Polære og upolære bindinger
Kovalente bindinger deles op i henholdsvis polære og upolære bindinger: Ved en forskel i elektronegativitet (forkortet ΔEN) mellem de to atomer på mere end 0,5 forskydes elektronskyen i retning af det mest elektronegative grundstof, og bindingen betragtes dermed som polær. Grænsen er dog udtværet og det er ikke altid sikkert at klassificere bindinger ud fra forskellen i elektronegativiteten for de involverede atomer.
Upolære molekyler blandes dårligt med polære molekyler som f.eks. vand og olie danner en separat fase oven på vandet (såfremt densiteten er lavere end vands ved den pågældende temperatur). Dette ses f.eks. i forbindelse med madlavning, hvor olien lægger sig som søer på vandoverfladen.

## Enkeltbinding
En enkeltbinding mellem to atomer er en kemisk binding indeholdende ét elektronpar. En mættet kemisk forbindelse er en kemisk forbindelse, som ikke indeholder andre bindinger end enkeltbindinger, f.eks. propan.
En enkeltbinding består som regel af en sigma-binding. 

## Dobbeltbinding
Indenfor den organiske kemi er en dobbeltbinding en kemisk binding imellem to atomer, hvor de to atomer deler to elektronpar. Det er derfor en særlig kovalent binding. Dobbeltbindinger indgår i mange funktionelle grupper.
Dobbeltbindinger kan eksistere imellem to ens atomer, som f.eks. to kulstof-atomer (i alkener, f.eks. ethen CH2CH2 eller H2C=CH2), imellem to ilt-atomer (i molekylær ilt, O2 eller O=O) eller imellem to svovl-atomer ( S2 eller S=S ). Der findes også dobbeltbindinger imellem forskellige atomer. Nogle eksempler herpå er carbonylgrupper (kulstof og ilt, som myresyre HCOOH), kuldioxid (kulstof og 2 ilt, CO2 eller O=C=O) iminer (kulstof og kvælstof, C=N) og fosforestre (fosfor og ilt, P=O). 
Dobbeltbindinger er generelt mere reaktive end enkeltbindinger. Dobbeltbindinger er stærkere og kortere end enkeltbindinger. En dobbeltbinding tegnes med '=' ved afbildning i strukturformeler. I modsætning til enkeltbindinger, kan dobbeltbindinger ikke rotere, derfor kan der være tale om cis-trans-isomeri eller E-Z-isomeri (som i transfedtsyre) også betegnet efter de tyske udtryk, zusammen (Z) for cis og entgegen (E) for trans.

## Ekstern henvisning
- Læs på dansk, se videoer og modeller, fra EMU (Webside ikke længere tilgængelig)